# Ercan Durmaz

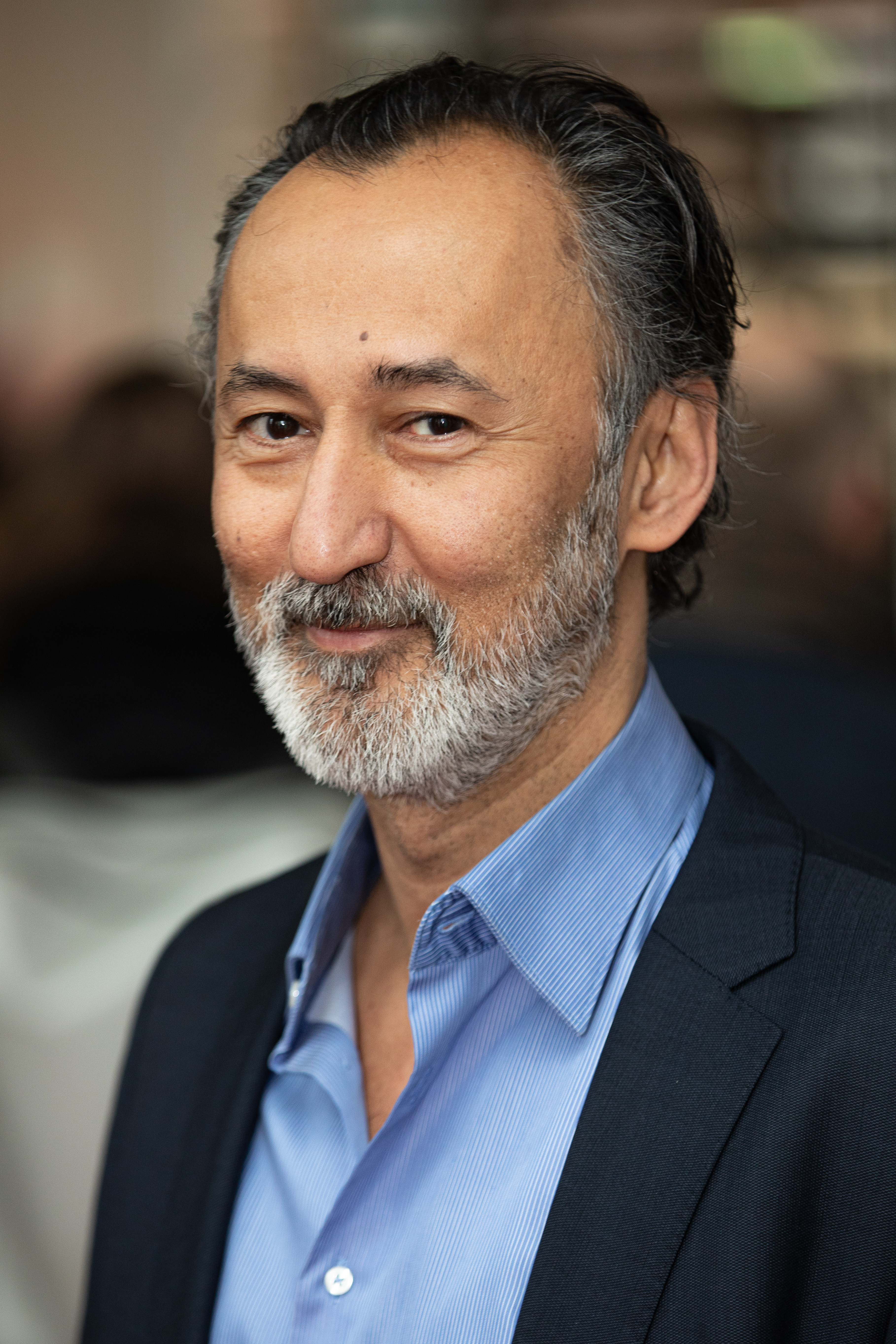
Ercan Durmaz (2020)

Ercan Durmaz (* 16. August 1965 in Istanbul, Türkei) ist ein deutscher Schauspieler.

## Leben
Im Alter von sechs Jahren zog Durmaz mit seinen Eltern und seiner Schwester Betül Durmaz nach Wattenscheid. Erste schauspielerische Erfahrungen sammelte er im Thealozzi-Kulturhaus in Bochum. Es folgten mehrere Engagements, darunter eine Hauptrolle beim Wittener Kinder- und Jugendtheater. Von 1989 bis 1992 absolvierte er eine Ausbildung an der Schule für Schauspiel Hamburg. Seither hatte er etliche Theaterrollen und spielte in zahlreichen Fernseh- und Kinoproduktionen. Er sprach auch für Hörbücher.
Seit 1994 arbeitete er im Kinofilm Bunte Hunde mit Regisseur Lars Becker zusammen. Später besetzte ihn Becker in weiteren Filmen, darunter dem Kinofilm Kanak Attack (2000), dem TV-Thriller Rette deine Haut (2000) und Folgen der Krimi-Reihe Nachtschicht (ab 2002).

## Filmografie (Auswahl)
- 1995: Schwarz greift ein (Fernsehserie, Folge Geschändet)
- 1995: Bunte Hunde (Kino)
- 1995: Doppelter Einsatz (Fernsehserie, Folge Jagdzeit)
- 1995, 2017: Großstadtrevier (Fernsehserie, verschiedene Rollen, 2 Folgen)
- 1996: Landgang für Ringo
- 1997: Ein Fall für zwei (Fernsehserie, verschiedene Rollen, 3 Folgen)
- 1998: Aprilkinder
- 1998: Ich Chef, Du Turnschuh (Kino)
- 1998: Kai Rabe gegen die Vatikankiller (Kino)
- 1998: Tatort – Brandwunden (Fernsehreihe)
- 1998: Polizeiruf 110 – Tod und Teufel (Fernsehreihe)
- 1999: Das Gelbe vom Ei
- 1999: St. Pauli Nacht (Kino)
- 1999: ’Ne günstige Gelegenheit (Kino)
- 1999: Lupo und der Muezzin
- 1999–2000: Der Puma – Der Kämpfer mit Herz (Fernsehserie, 9 Folgen)
- 2000: Kanak Attack (Kino)
- 2000: Eine Hand voll Gras
- 2001: Jenseits
- 2001: Rette deine Haut
- 2002: Einsatz in Hamburg – Rückkehr des Teufels (Fernsehreihe)
- 2002: Verhexte Hochzeit
- 2002: Sophiiiie! (Kino)
- 2003: Nachtschicht – Amok! (Fernsehreihe)
- 2003: Die Wache (Fernsehserie, Folge Kein Kredit)
- 2003: September (Kino)
- 2003–2007: Was nicht passt, wird passend gemacht (Fernsehserie, 20 Folgen)
- 2003: Tatort – Dschungelbrüder
- 2004: Nachtschicht – Vatertag (Fernsehreihe)
- 2004: Last Minute (Kino)
- 2004–2015: SOKO Köln (Fernsehserie, verschiedene Rollen, 3 Folgen)
- 2005: Miss Texas
- 2005: Bucuresti-Berlin (Kurzfilm)
- 2005: Der Fahnder (Fernsehserie, Folge Aus der Traum)
- 2005: Die Schrift des Freundes
- 2005: Nachtasyl
- 2005: Feuer (Kino)
- 2006: SK Kölsch (Fernsehserie, Folge K.O.)
- 2006–2007: SOKO Rhein-Main (Fernsehserie, 18 Folgen)
- 2007: R. I. S. – Die Sprache der Toten (Fernsehserie, Folge Nebenwirkungen)
- 2008: SOKO Kitzbühel (Fernsehserie, Folge Amnesie)
- 2008: Der Abgrund – Eine Stadt stürzt ein
- 2009: Küstenwache (Fernsehserie, Folge Störmanöver)
- 2009: Heute keine Entlassung
- 2009–2010: Ihr Auftrag, Pater Castell (Fernsehserie, 10 Folgen)
- 2010: Die Frau des Schläfers
- 2010: Amigo – Bei Ankunft Tod
- 2011: Mordkommission Istanbul – Der Preis des Lebens (Fernsehreihe)
- 2011: Hexe Lilli – Die Reise nach Mandolan (Kino)
- 2011: Der Staatsanwalt (Fernsehserie, Folge Liebe und Hass)
- 2011: Tatort – Der Weg ins Paradies
- 2012: Überleben an der Wickelfront
- 2012, 2017: Alarm für Cobra 11 – Die Autobahnpolizei (Fernsehserie, verschiedene Rollen, 2 Folgen)
- 2013, 2025: Notruf Hafenkante (Fernsehserie, verschiedene Rollen, 2 Folgen)
- 2013: SOKO Stuttgart (Fernsehserie, Folge Das Wunder von Stuttgart)
- 2013, 2023: Morden im Norden (Fernsehserie, verschiedene Rollen, 2 Folgen)
- 2013: Der Medicus (Kino)
- 2014: Heiter bis tödlich: Hauptstadtrevier (Fernsehserie, Folge So Gott will)
- 2014: Der Alte (Fernsehserie, Folge Der Tod in dir)
- 2014: SOKO Leipzig (Fernsehserie, Folge Der einzige Zeuge)
- 2014: Sprung ins Leben
- 2015: Heldt (Fernsehserie, Folge Bis zum letzten Tropfen)
- 2015: Homeland (Fernsehserie, 2 Folgen)
- seit 2015: Bettys Diagnose (Fernsehserie)
- 2015: Tag der Wahrheit
- 2016: Polizeiruf 110 – Wölfe
- 2016: Familie Lotzmann auf den Barrikaden
- 2017: Letzte Spur Berlin (Fernsehserie, Folge Ehrenamt)
- 2017: Der Kriminalist (Fernsehserie, Folge Mutter des Sturms)
- 2017: 4 Blocks (Fernsehserie, 4 Folgen)
- 2017: Wilder (Fernsehserie, 6 Folgen)
- 2017: Stadtkomödie – Herrgott für Anfänger
- 2018: Mordkommission Istanbul – Tödliche Gier
- 2019: Kopfplatzen
- 2019: Ihr letzter Wille kann mich mal!
- 2020: Die Chefin (Fernsehserie, Folge Nachtgestalten)
- 2021: Herr und Frau Bulle: Alles auf Tod
- 2021: Der Geist im Glas (Märchenfilm)
- 2022: Euer Ehren (Fernsehserie)
- 2022–2024: Die Kanzlei (Fernsehserie, 2 Folgen)
- 2022: Nachtschicht – Die Ruhe vor dem Sturm
- 2023: Mit Herz und Holly: Muttergefühle (Fernsehreihe)
- 2023: Nord bei Nordwest – Natalja (Fernsehreihe)
- 2023: Die Augenzeugen (Fernsehserie)
- 2023: Enkel für Fortgeschrittene